# Bryneglwys
Bryneglwys (Ausspracheⓘ) ist ein Dorf und eine Community in der Principal Area Denbighshire in Nordwales. Beim Zensus 2011 lebten in der Community lediglich 369 Menschen.

## Geographie
Bryneglwys liegt in Nordwales in der südlichen Mitte der Principal Area Denbighshire. Südwestlich der Community liegt die Stadt Corwen, im Südosten Llangollen. Durch die Lage in der südlichen Mitte Denbighshires grenzt sie nur an Communitys innerhalb der Principal Area und zwar an Llanelidan und Llanfair Dyffryn Clwyd im Norden, Gwyddelwern im Westen, Corwen und Llantysilio im Süden und Llandegla im Osten. Quer durch die Community verläuft die A5104 road, die zumeist den River Mrwynion begleitet – ein Nebenfluss des River Dee –, zu dem mehrere kleinere Bäche aus Norden und Süden innerhalb des Gebietes der Community hinzustoßen. Zudem entspringt der River Alun in der Community, die im Süden, Osten und Norden von Bergen, darunter der Llantysilio Mountain, begrenzt wird. Das Dorf selbst liegt auf etwa 245 Metern Höhe. Teile der Community gehören zur Area of Outstanding Natural Beauty Clwydian Range. Wahlkreistechnisch gehört Bryneglwys zum britischen Wahlkreis Clwyd West und zu dessen Pendant auf walisischer Ebene.

## Geschichte
Auf dem Gebiet des Gebietes des heutigen Bryneglwys wurde 1284 zum ersten Mal der Ort Breneglus urkundlich erwähnt. Der Name wurde 1291 in Ecclia de Bryn Eglwys geändert, was übersetzt „Die Kirche des Eucharisten“ heißt. Ins Englische wurde der Ort mit „hill-church“ („Hügelkirche“) übersetzt. Das Wort vom Englischen ins Walisische übersetzt heißt „Bryn-Eglyws“. Unter diesem Namen ist das Dorf auf Karten von 1874 verzeichnet. Auf einer Karte von 1899 wurde das Dorf Bryneglwys genannt. Über die Jahre hinweg lebten im Dorf und dessen Umgebung nur wenige hundert Menschen, auch wenn das damalige Parish 1927 erweitert wurde. Heutzutage ist regional die Schafproduktion wichtig. Zudem gibt es ein eigenes Postbüro.
Einwohnerzahlen
| Jahr      | 1801 | 1811 | 1821 | 1831 | 1841 | 1851 | 1861 | 1871 | 1881 | 1891 | 1901 | 1911 | 1921 | 1931 | 1941 | 1951 | 1961 | 1971 | 1981 | 1991 | 2001 | 2011 |
| --------- | ---- | ---- | ---- | ---- | ---- | ---- | ---- | ---- | ---- | ---- | ---- | ---- | ---- | ---- | ---- | ---- | ---- | ---- | ---- | ---- | ---- | ---- |
| Einwohner | 260  | 329  | 394  | 450  | 449  | 484  | ?    | ?    | 361  | 312  | 273  | 300  | 309  | 379  | ?    | 337  | 279  | ?    | ?    | ?    | 344  | 369  |

## Bauwerke

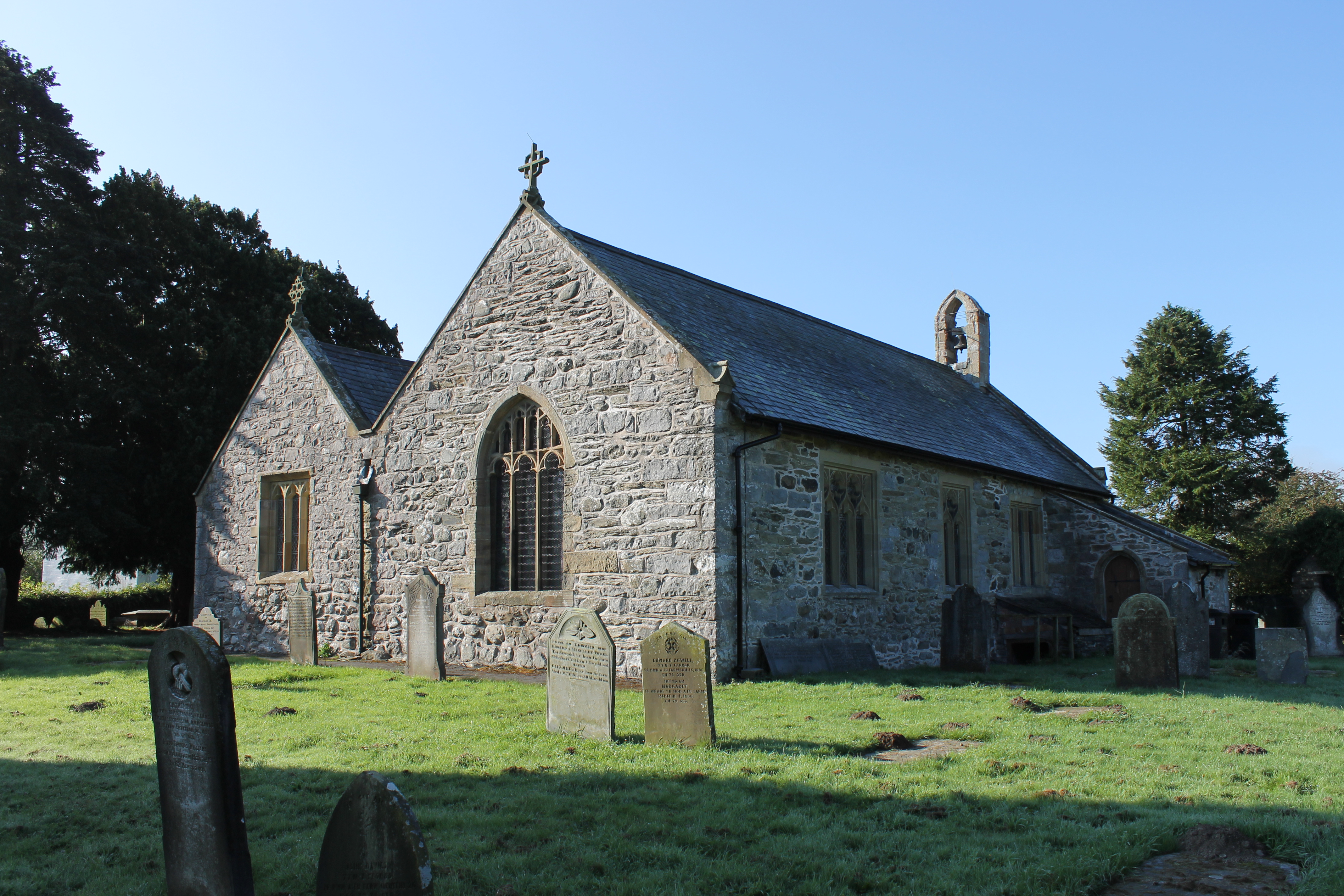
Die Kirche St. Tysilio

In der Community gibt es insgesamt sieben Bauwerke, die in die Statutory List of Buildings of Special Architectural or Historic Interest aufgenommen wurden, darunter die Kirche St. Tysilio sowie das Gebäude Plas-yn-lâl. Die Kirche wurde im 7. Jahrhundert St. Tysilio genannt. Das heutige Gebäude stammt jedoch aus dem 15. Jahrhundert. St. Tysilio befindet sich auf einem Hügel über einem kleinen Fluss, dem Afon Morwynion. Die Kirche ist der Namensgeber des Dorfes. Plas-yn-lâl ist das Stammhaus der Familie Yale, zu der auch der Förderer der heutigen Yale University, Elihu Yale, gehört.